# Hauterive-la-Fresse
Hauterive-la-Fresse era una comuna francesa que estaba situada en el departamento de Doubs, de la región de Borgoña-Franco Condado, que el 1 de enero de 2025 pasó a formar parte de la comuna nueva de Pays-de-Montbenoît como comuna delegada.

## Historia
Fue creada en 1823 con la unión de las comunas de Hauterive y La Fresse.

## Demografía
| Gráfica de evolución demográfica de Hauterive-la-Fresse entre 1800 y 2022 |
|                                                                           |

Los datos demográficos contemplados en este gráfico de la comuna de Hauterive-la-Fresse se han cogido de 1800 a 1999 de la página francesa EHESS/Cassini, y los demás datos de la página del INSEE.